# Поляны (Воскресенский район)
Поляны — опустевший поселок в составе Глуховского сельсовета в Воскресенском районе Нижегородской области.

## География
Находится в левобережье Ветлуги у юго-восточной окраины поселка Красный Яр.

## История
Поселок был основан в XX веке, население было занято в системе лесозаготовок.

## Население
Постоянное население составляло 6 человек (русские 83%) в 2002 году, 0 в 2010 году .